# Torneo masculino de béisbol en los Juegos Panamericanos de 1963
El béisbol en los Juegos Panamericanos de 1963 estuvo compuesto por un único evento masculino, se disputó en São Paulo, Brasil del 21 de abril al 1 de mayo de 1963. El oro se lo llevó Cuba por primera vez.

## Equipos participantes
- Brasil(BRA)
- Cuba(CUB)
- Estados Unidos(USA)
- México(MEX)
- Venezuela(VEN)

## Resultados
Se disputó una fase única.
| Posición | Selección      | Ganados | Perdidos | Medalla |
| -------- | -------------- | ------- | -------- | ------- |
| 1        | Cuba           | 7       | 1        |         |
| 2        | Estados Unidos | 5       | 3        |         |
| 3        | México         | 4       | 4        |         |
| 4        | Venezuela      | 2       | 6        |         |
| 5        | Brasil         | 2       | 6        |         |